# Neminem captivabimus nisi iure victum
Neminem captivabimus nisi iure victum (с лат. — «Никого не подвергнем заключению без решения суда», пол. Nikogo nie uwięzimy bez wyroku sądowego), в некоторых случаях сокращался просто до Neminem captivabimus — принцип права Первой Речи Посполитой, который гарантировал личную неприкосновенность представителям шляхты и позволял отправить шляхтича в тюрьму только по приговору суда.
Этот принцип был одним из шляхетских привилегий и изначально был издан 25 апреля 1425 года Великим князем литовским и королём польским Владиславом II Ягайло в Бжесце-Куявском. Однако этот принцип удалось утвердить только 4 марта 1430 года благодаря Едлинскому привелею и 9 января 1433 года благодаря Краковскому привелею.
В 1434 году этот принцип был внедрён и в литовское законодательство Великим князем литовским Сигизмундом Кейстутовичем. В 1447 году личная неприкосновенность стала распространяться и на литовских бояр, а в 1791 году Закон о вольных королевских городах распространил неприкосновенность и на жителей королевских городов, обладавших недвижимым имуществом (в том числе и на евреев). В 1815 году этот пункт был включён в Конституцию Царства Польского в следующем контексте:

Титул II.
Общие гарантии.
[…]
18. Древний основной закон neminem captivari permittemus nisi jure victum будет применяться к жителям всех сословий на нижеследующих основаниях.
19. Никто не может быть взят под стражу иначе, как с соблюдением форм и в случаях, предусмотренных законом.
20. Причины задержания должны быть объявлены взятому под стражу немедленно письменно.
21. Всякое взятое под стражу лицо должно быть доставлено не позднее трех суток в надлежащее судебное место для допроса или разбора дела в установленном порядке. Лицо, признанное невиновным после первого дознания, немедленно отпускается на свободу.
22. В случаях, предусмотренных законом, лицо, представившее поручительство, временно отпускается на свободу.
23. Никто не может подлежат наказанию иначе, как на основании действующих законов и решения соответствующего установления.
24. Каждый поляк имеет свободу передвижения и перемещения своего имущества, с соблюдением порядка, определённого законом.
25. Каждый осужденный отбывает свое наказание в пределах Царства; никто не может быть выслан из края за исключением случаев изгнания, предусмотренных законом.

Тем не менее, некоторые расценивали сохранение этого принципа как нарушение гарантий свободы и неприкосновенности личности, которое позволяло проводить самовольные аресты якобы от имени правившего императора Александра I. В частности, С. И. Тургенев отмечал, что эта попытка Александра I создать конституционную монархию в Польше предоставляла «мало гарантий… свободе отдельных лиц, этой главной цели всякой конституции».